# النواخيذ (يهر)

تعديل مصدري - تعديل

النواخيذ هي إحدى قرى عزلة يهر بمديرية يهر التابعة لمحافظة لحج، بلغ تعداد سكانها 231 نسمة حسب تعداد اليمن لعام 2004.